# Želivka
 (octobre 2018).
Si vous disposez d'ouvrages ou d'articles de référence ou si vous connaissez des sites web de qualité traitant du thème abordé ici, merci de compléter l'article en donnant les références utiles à sa vérifiabilité et en les liant à la section « Notes et références ».
La Želivka est une rivière de la Tchéquie, affluent en rive gauche de la Sázava, donc sous-affluent du fleuve l'Elbe.

## Géographie
La Želivka prend sa source sur le versant nord des monts Troják, à 631 m d'altitude, et coule sur une longueur de 103,89 km.
Peu avant sa confluence avec la Sázava, la Želivka forme le réservoir de Švihov (Vodní nádrž Švihov), en amont du barrage de Nesměřice, sur le territoire de la commune de Zruč nad Sázavou. Les travaux de construction du barrage ont commencé en 1965 et se sont achevés en 1975. La retenue est longue de 39,1 km et couvre 1 602,6 ha. La centrale électrique a une puissance de 450 kW.